# Tamara Angelina Komnena
Tamara Angelina Komnena – bizantyńska arystokratka, księżniczka Tarentu. 
Była córką despoty Epiru Nicefora I Angelosa i Anna Paleologiny. Miała pięcioro rodzeństwa. W 1294 poślubiła Filipa I z Tarentu, księcia Tarentu. Ceremonia ślubna odbyła się 13 sierpnia 1294, w L'Aquila. Zawarte wówczas porozumienie stanowiło, że po śmierci Nicefora I Angelosa to Filip miał odziedziczyć jego Epir, a nie jego rodzony syn – Tomasz. Tamara i Filip mieli następujące dzieci:
- Karol (1296–1315, zginął w bitwie pod Montecatini), książę Achai,
- Filip (1297–1330), despota Romanii,
- Joanna (1297–1317), żona (1) Oszina I, króla Armenii, (2) Oszina z Korikos,
- Małgorzata (1298–1340), żona Waltera VI de Brienne, tytularnego księcia Aten,
- Bianka (1309–1337), żona Ramon Berenguera Aragońskiego.

W 1309 Filip oskarżył Tamarę o oszustwa i fałszerstwa (zapewne na podstawie sfabrykowanych dowodów) i rozwiązał ich małżeństwo. 